# Список об'єктів Світової спадщини ЮНЕСКО в Україні
Список об'єктів Світової спадщини ЮНЕСКО в Україні станом на 2023 рік налічує 8 найменувань, що приблизно становить 0,69 % від загальної кількості об'єктів Світової спадщини у світі (1157 станом на 2023 рік).
12 жовтня 1988 року Україна, ще перебуваючи у складі СРСР, ратифікувала Конвенцію ЮНЕСКО про охорону всесвітньої культурної та природної спадщини, а перша українська пам'ятка увійшла до переліку об'єктів Світової спадщини 1990 року на 14-й сесії Комітету Світової спадщини ЮНЕСКО. Надалі список об'єктів Світової спадщини ЮНЕСКО в Україні поповнювався у 1998, 2005, 2007, 2011, 2013 та 2023 роках. Крім того, список пам'яток зазнавав змін та розширювався у 2005, 2008, 2011,  2017 та 2021 роках.
Так, 2005 та 2021 роках зазнала змін буферна зона об'єкта Київ: собор святої Софії та прилеглі чернечі будівлі, Києво-Печерська лавра, 2008 року незначних змін зазнав об'єкт Ансамбль історичного центру Львова, 2011 року об'єкт Букові праліси Карпат було розширено внаслідок  включення до Списку об'єктів Світової спадщини давніх букових лісів Німеччини, а 2017 року цей об'єкт було розширено додаванням об'єктів з 9 європейських країн, у тому числі було додано 9 українських об'єктів.
З-поміж 8 об'єктів 7 є об'єктами культурного (критерії i-vi) й 1 — природного типу (критерії vii-x). Детальний розподіл об'єктів за критеріями подано у таблиці нижче. Невідповідність кількості об'єктів у таблиці з загальною кількістю об'єктів зумовлена тим, що одна пам'ятка може відповідати кільком критеріям.
| i | ii | iii | iv | v | vi | vii | viii | ix | x |
| - | -- | --- | -- | - | -- | --- | ---- | -- | - |
| 1 | 6  | 3   | 5  | 2 | 1  | —   | —    | 1  | — |

5 з 8 українських об'єктів Світової спадщини ЮНЕСКО повністю знаходяться в межах території України. Інші 3 пам'ятки частково перебувають на території інших держав:
- Пункти геодезичної дуги Струве розміщені також у Білорусі, Естонії, Латвії, Литві, Молдові, Норвегії, Росії, Фінляндії та Швеції[11];
- Букові праліси знаходяться також в Австрії, Албанії, Бельгії, Болгарії, Боснії і Герцеговині, Іспанії, Італії, Німеччині, Північній Македонії, Польщі, Румунії, Словаччині, Словенії, ⁣Франції,  Хорватії, Чехії та Швейцарії[12];
- Дерев'яні церкви карпатського регіону перебувають також на території Польщі[13].

Історичні центри Львова та Одеси, а також ансамблі Софійського собору та Києво-Печерської лаври у Києві через російське вторгнення з 2023 року перебувають у списку об'єктів Світової спадщини під загрозою.

## Пояснення до списку
У таблицях нижче об'єкти розташовані у хронологічному порядку їх додавання до списку Світової спадщини ЮНЕСКО.
Кольорами у списку позначено:
На мапах кожному об'єкту відповідає червона позначка (), якщо кілька пам'яток внесені до списку як один об'єкт Світової спадщини, то їх відмічено позначками інших кольорів.

## Розташування об'єктів
| Херсонес Софійський собор Києво-Печерська лавра Львів Резиденція буковинських митрополитів «Катеринівка» «Баранівка» «Фельштин» «Старо-Некрасівка» Букові ліси Церква Святого Духа 1 2 3 4 Церква Святого Духа Церква Вознесіння Господнього Церква святого Михайла Херсонес Одесаclass=notpageimage\| Об'єкти Світової спадщини на мапі України · — Букові праліси Карпат та інших регіонів Європи; — Дерев'яні церкви карпатського регіону Польщі і України; — Пункти геодезичної Дуги Струве · 1 — Церква Різдва Пресвятої Богородиці; 2 — Церква Святої Трійці; 3 — Церква Собору Пресвятої Богородиці; 4 — Церква святого Юра |

## Список об'єктів
| № | Зображення                                                                  | Назва | Розташування | Час створення                                                               | Рік внесення до списку                                                      | №                                                                           | Критерії                                                                    |
| - | --------------------------------------------------------------------------- | --- | --- | --------------------------------------------------------------------------- | --------------------------------------------------------------------------- | --------------------------------------------------------------------------- | --------------------------------------------------------------------------- |
| 1 | Київ: собор святої Софії та прилеглі чернечі будівлі, Києво-Печерська лавра | Київ: собор святої Софії та прилеглі чернечі будівлі, Києво-Печерська лавра | Київ: собор святої Софії та прилеглі чернечі будівлі, Києво-Печерська лавра | Київ: собор святої Софії та прилеглі чернечі будівлі, Києво-Печерська лавра | Київ: собор святої Софії та прилеглі чернечі будівлі, Києво-Печерська лавра | Київ: собор святої Софії та прилеглі чернечі будівлі, Києво-Печерська лавра | Київ: собор святої Софії та прилеглі чернечі будівлі, Києво-Печерська лавра |
| 1 |                                                                             | Софійський собор | Київ | 1037                                                                        | 1990 (незначні зміни 2005, 2021)                                            | 527 [Архівовано 7 січня 2019 у Wayback Machine.]                            | i, ii, iii, iv                                                              |
| 1 |                                                                             | Києво-Печерська лавра | Київ | 1051                                                                        | 1990 (незначні зміни 2005, 2021)                                            | 527 [Архівовано 7 січня 2019 у Wayback Machine.]                            | i, ii, iii, iv                                                              |
| 1 |                                                                             | Церква Спаса на Берестові | Київ | XII—XVII століття                                                           | 1990 (незначні зміни 2005, 2021)                                            | 527 [Архівовано 7 січня 2019 у Wayback Machine.]                            | i, ii, iii, iv                                                              |
| 2 | Львів — ансамбль історичного центру                                         | Львів — ансамбль історичного центру | Львів — ансамбль історичного центру | Львів — ансамбль історичного центру                                         | Львів — ансамбль історичного центру                                         | Львів — ансамбль історичного центру                                         | Львів — ансамбль історичного центру                                         |
| 2 |                                                                             | Високий замок і Підзамче, Середмістя | Львів | XIII—XVIII століття                                                         | 1998 (незначні зміни 2008)                                                  | 865 [Архівовано 4 квітня 2013 у WebCite]                                    | ii, v                                                                       |
| 2 |                                                                             | Ансамбль собору святого Юра | Львів | 1744 -1762                                                                  | 1998 (незначні зміни 2008)                                                  | 865 [Архівовано 4 квітня 2013 у WebCite]                                    | ii, v                                                                       |
| 3 | Геодезична дуга Струве                                                      | Геодезична дуга Струве | Геодезична дуга Струве | Геодезична дуга Струве                                                      | Геодезична дуга Струве                                                      | Геодезична дуга Струве                                                      | Геодезична дуга Струве                                                      |
| 3 |                                                                             | Пункт геодезичної дуги Струве «Катеринівка» | Хмельницька область Хмельницький район село Катеринівка | 1816—1855                                                                   | 2005                                                                        | 1187 [Архівовано 4 квітня 2013 у WebCite]                                   | ii, iii, vi                                                                 |
| 3 |                                                                             | Пункт геодезичної дуги Струве «Фельштин» | Хмельницька область Хмельницький район село Гвардійське | 1816—1855                                                                   | 2005                                                                        | 1187 [Архівовано 4 квітня 2013 у WebCite]                                   | ii, iii, vi                                                                 |
| 3 |                                                                             | Пункт геодезичної дуги Струве «Баранівка» | Хмельницька область Хмельницький район село Баранівка | 1816—1855                                                                   | 2005                                                                        | 1187 [Архівовано 4 квітня 2013 у WebCite]                                   | ii, iii, vi                                                                 |
| 3 |                                                                             | Пункт геодезичної дуги Струве «Старо-Некрасівка» | Одеська область Ізмаїльський район село Стара Некрасівка | 1816—1855                                                                   | 2005                                                                        | 1187 [Архівовано 4 квітня 2013 у WebCite]                                   | ii, iii, vi                                                                 |
| 4 |                                                                             | Первісні букові ліси Карпат та інших регіонів Європи: • Чорногора • Кузій — Трибушани • Мараморош • Стужиця — Ужок • Свидовець • Уголька — Широкий Луг • Ґорґани • Розточчя • Сатанівська дача • Синевир — Дарвайка • Синевир — Квасовець • Синевир — Стримба • Синевир — Вільшани • Зачарований край — Іршавка • Зачарований край — Великий Діл | Закарпатська область Рахівський, Тячівський, Хустський райони Івано-Франківська область Надвірнянський район Львівська область Яворівський район Хмельницька область Хмельницький район | —                                                                           | 2007 (розширено 2011, 2017 та 2021)                                         | 1133 [Архівовано 4 квітня 2013 у WebCite]                                   | ix                                                                          |
| 5 |                                                                             | Резиденція митрополитів Буковини та Далмації | Чернівці | 1864—1882                                                                   | 2011                                                                        | 1330 [Архівовано 4 квітня 2013 у WebCite]                                   | ii, iii, iv                                                                 |
| 6 | Дерев'яні церкви карпатського регіону в Польщі та Україні                   | Дерев'яні церкви карпатського регіону в Польщі та Україні | Дерев'яні церкви карпатського регіону в Польщі та Україні | Дерев'яні церкви карпатського регіону в Польщі та Україні                   | Дерев'яні церкви карпатського регіону в Польщі та Україні                   | Дерев'яні церкви карпатського регіону в Польщі та Україні                   | Дерев'яні церкви карпатського регіону в Польщі та Україні                   |
| 6 |                                                                             | Церква Святого Духа | Львівська область Жовківський район село Потелич | 1502                                                                        | 2013                                                                        | 1424 [Архівовано 11 липня 2017 у Wayback Machine.]                          | iii, iv                                                                     |
| 6 |                                                                             | Церква Собору Пресвятої Богородиці | Львівська область Турківський район село Матків | 1838                                                                        | 2013                                                                        | 1424 [Архівовано 11 липня 2017 у Wayback Machine.]                          | iii, iv                                                                     |
| 6 |                                                                             | Церква Святої Трійці | Львівська область Львівський район місто Жовква | 1720                                                                        | 2013                                                                        | 1424 [Архівовано 11 липня 2017 у Wayback Machine.]                          | iii, iv                                                                     |
| 6 |                                                                             | Церква святого Юра | Львівська область Дрогобицький район місто Дрогобич | 1502                                                                        | 2013                                                                        | 1424 [Архівовано 11 липня 2017 у Wayback Machine.]                          | iii, iv                                                                     |
| 6 |                                                                             | Церква Святого Духа | Івано-Франківська область Івано-Франківський район місто Рогатин | 1598                                                                        | 2013                                                                        | 1424 [Архівовано 11 липня 2017 у Wayback Machine.]                          | iii, iv                                                                     |
| 6 |                                                                             | Церква Різдва Пресвятої Богородиці | Івано-Франківська область Коломийський район село Нижній Вербіж | 1808                                                                        | 2013                                                                        | 1424 [Архівовано 11 липня 2017 у Wayback Machine.]                          | iii, iv                                                                     |
| 6 |                                                                             | Вознесенська церква | Закарпатська область Рахівський район селище Ясіня | XVI століття                                                                | 2013                                                                        | 1424 [Архівовано 11 липня 2017 у Wayback Machine.]                          | iii, iv                                                                     |
| 6 |                                                                             | Церква святого Михайла | Закарпатська область Ужгородський район село Ужок | 1745                                                                        | 2013                                                                        | 1424 [Архівовано 11 липня 2017 у Wayback Machine.]                          | iii, iv                                                                     |
| 7 |                                                                             | Стародавнє місто Херсонес Таврійський і його хора • Стародавнє місто Херсонес Таврійський • Ділянка хори в Юхариній балці • Ділянка хори у балці Бермана • Ділянка хори на Безіменній висоті • Ділянка хори у Стрілецькій балці • Ділянки хори на перешийку Маячного півострова • Ділянка хори на Виноградному мисі                              | Севастополь | IV ст. до н. е. — XII ст. н. е.                                             | 2013                                                                        | 1411 [Архівовано 11 липня 2017 у Wayback Machine.]                          | ii, v                                                                       |
| 8 |                                                                             | Історичний центр Одеси | Одеса | XIX — XX століття                                                           | 2023                                                                        | 1703                                                                        | ii, iv                                                                      |

## Розташування кандидатів
| Чернігів стародавній Кам'янець-Подільська фортеця Могила Тараса Шевченка Асканія-Нова Софіївка 4 Кам'яна Могила Миколаївська обсерваторія Судацька фортеця Андріївська церква Кирилівська церква 3 Мангуп-Кале 5 Кирилівська церква 1 2 Одеська обсерваторія Держпромclass=notpageimage\| Кандидати на включення до Світової спадщини на мапі України · — Астрономічні обсерваторії України · 1 — Київська обсерваторія; 2 — Кримська обсерваторія; 3 — Чуфут-Кале; 4 — Ханський палац; 5 — Ескі-Кермен |

## Попередній список
Попередній список — це перелік важливих культурних і природних об'єктів, що пропонуються включити до Списку всесвітньої спадщини. Станом на 2023 рік український уряд запропонував внести до переліку об'єктів Світової спадщини ЮНЕСКО ще 16 об'єктів. Їхній повний перелік наведено у таблиці нижче.
| №  | Зображення | Назва                                                                              | Розташування                                                                | Час створення        | Рік внесення до списку | №                                                    | Критерії          |
| -- | ---------- | ---------------------------------------------------------------------------------- | --------------------------------------------------------------------------- | -------------------- | ---------------------- | ---------------------------------------------------- | ----------------- |
| 1  |            | Борисоглібський собор                                                              | Чернігів                                                                    | XII століття         | 1989                   | 668 [Архівовано 2 листопада 2012 у Wayback Machine.] | i, ii, iv         |
| 1  |            | Спасо-Преображенський собор                                                        | Чернігів                                                                    | XI століття          | 1989                   | 668 [Архівовано 2 листопада 2012 у Wayback Machine.] | i, ii, iv         |
| 2  |            | Могила Тараса Шевченка та державний історичний та природний музей-заповідник       | Черкаська область місто Канів                                               | XIX—XX століття      | 1989                   | 672 [Архівовано 30 березня 2014 у Wayback Machine.]  | змішаний критерій |
| 3  |            | Національний степовий біосферний заповідник «Асканія-Нова»                         | Херсонська область Каховський район смт Асканія-Нова                        | 1874                 | 1989                   | 673 [Архівовано 30 березня 2014 у Wayback Machine.]  | x                 |
| 4  |            | Культурний ландшафт каньйону у Кам’янці-Подільському                               | Хмельницька область Кам'янець-Подільський район місто Кам'янець-Подільський | XI—XVIII століття    | 1989                   | 670 [Архівовано 25 жовтня 2012 у Wayback Machine.]   | i, ii, iv         |
| 5  |            | Дендрологічний парк «Софіївка»                                                     | Черкаська областьУманський район місто Умань                                | 1796–1802            | 2000                   | 674 [Архівовано 30 березня 2014 у Wayback Machine.]  | змішаний критерій |
| 6  |            | Бахчисарайський палац кримських ханів                                              | АРК місто Бахчисарай                                                        | XVI століття         | 2003                   | 1820 [Архівовано 26 липня 2013 у Wayback Machine.]   | i, iii, v, vi     |
| 7  |            | Кам'яна Могила                                                                     | Запорізька область Мелітопольський район                                    | XX—XVI тис. до н. е. | 2006                   | 5075 [Архівовано 26 липня 2013 у Wayback Machine.]   | iii, vi           |
| 8  |            | Миколаївська астрономічна обсерваторія                                             | Миколаїв                                                                    | 1821                 | 2007                   | 5116 [Архівовано 26 липня 2013 у Wayback Machine.]   | ii, iv            |
| 9  |            | Комплекс пам'яток Судацької фортеці                                                | АРК місто Судак                                                             | XIV—XVI століття     | 2007                   | 5117 [Архівовано 2 лютого 2013 у Wayback Machine.]   | ii, iv, v         |
| 10 |            | Миколаївська астрономічна обсерваторія                                             | Миколаїв                                                                    | 1821                 | 2008                   | 5267 [Архівовано 21 серпня 2013 у Wayback Machine.]  | ii, iv, vi        |
| 10 |            | Астрономічна обсерваторія Київського національного університету                    | Київ                                                                        | 1845                 | 2008                   | 5267 [Архівовано 21 серпня 2013 у Wayback Machine.]  | ii, iv, vi        |
| 10 |            | Астрономічна обсерваторія Одеського національного університету                     | Одеса                                                                       | 1871                 | 2008                   | 5267 [Архівовано 21 серпня 2013 у Wayback Machine.]  | ii, iv, vi        |
| 10 |            | Кримська астрофізична обсерваторія                                                 | АРК Бахчисарайський район смт Научний                                       | 1945                 | 2008                   | 5267 [Архівовано 21 серпня 2013 у Wayback Machine.]  | ii, iv, vi        |
| 11 |            | Кирилівська церква                                                                 | Київ                                                                        | XII століття         | 2009                   | 5423 [Архівовано 8 серпня 2012 у Wayback Machine.]   | i, ii, iii, iv    |
| 11 |            | Андріївська церква                                                                 | Київ                                                                        | 1747—1762            | 2009                   | 5423 [Архівовано 8 серпня 2012 у Wayback Machine.]   | i, ii, iii, iv    |
| 12 |            | Пости та укріплення на торгових шляхах генуезців від Середземного до Чорного морів | АРК                                                                         | XIV—XVI століття     | 2010                   | 5575 [Архівовано 8 серпня 2012 у Wayback Machine.]   | ii, iv            |
| 13 |            | Мангуп-Кале                                                                        | АРК Бахчисарайський район                                                   | V—VI століття        | 2012                   | 5573 [Архівовано 30 березня 2014 у Wayback Machine.] | iii, v, vi, vii   |
| 13 |            | Ескі-Кермен                                                                        | АРК Бахчисарайський район                                                   | VI століття          | 2012                   | 5573 [Архівовано 30 березня 2014 у Wayback Machine.] | iii, v, vi, vii   |
| 14 |            | Бахчисарайський палац кримських ханів                                              | АРК місто Бахчисарай                                                        | XVI століття         | 2012                   | 5574 [Архівовано 30 березня 2014 у Wayback Machine.] | ii, iii, v, vi    |
| 14 |            | Чуфут-Кале                                                                         | АРК Бахчисарайський район                                                   | V—VI століття        | 2012                   | 5574 [Архівовано 30 березня 2014 у Wayback Machine.] | ii, iii, v, vi    |
| 15 |            | Держпром (Будинок Державної промисловості)                                         | Харків                                                                      | 1925—1928            | 2017                   | 6249 [Архівовано 8 серпня 2017 у Wayback Machine.]   | iv                |
| 16 |            | Тіра — Білгород (Аккерман), на шляху з Чорного до Балтійського моря                | Одеська область Білгород-Дністровський район місто Білгород-Дністровський   | XIII століття        | 2019                   | 6426 [Архівовано 9 лютого 2020 у Wayback Machine.]   | ii, iv, vi        |

Попередній список ще поповнюється. Пропозиції щодо нових об'єктів у попередньому списку включають: Лівадійський палац, Сурб-Хач, Дністровський каньйон (разом з Молдовою), Скіфські поселення та кургани, Фортецю Тустань, Хотинську фортецю, Круглу площу, Школи Лохвицького земства, Трипільську культуру (разом з Румунією та Молдовою), Чорнобильську зону, Хрещатик, Печери Тернопільщини, Соцмісто Запоріжжя, Малий Ґалаґов, Чернівецький та Одеський театри, Канівські гори та Крилоське городище з Церквою Святого Пантелеймона.

## Виноски
1. ↑  Спільно з Норвегією, Швецією, Фінляндією, Росією, Естонією, Латвією, Литвою, Білоруссю та Молдовою
2. ↑  Спільно з Австрією, Албанією, Бельгією, Болгарією, Іспанією, Італією, Німеччиною, Румунією, Словаччиною, Словенією та Хорватією
3. ↑  Спільно з Польщею
4. ↑  Розширення об'єкта «Київ: собор святої Софії та прилеглі чернечі будівлі, Києво-Печерська лавра»